# Werner Groth
Werner Groth (* 26. Dezember 1895 in Hamburg; † 16. April 1979 in Kaltenkirchen) war ein Hamburger Politiker (CDU). 

## Leben und Beruf
Groth arbeitete in Hamburg, nachdem er die Volksschule besuchte und im Anschluss die Mittlere Reife ablegte, ab 1910 als Anwaltsgehilfe. Er war in verschiedenen Firmen und Behörden angestellt, die sich bevorzugt auf Bereiche der Immobilienwirtschaft spezialisiert hatten. Ab 1925 ließ er sich als selbständiger Hausmakler nieder.
Nach dem Zweiten Weltkrieg wurde er Delegierter im Landesverband Hamburgischer Grundeigentümer e.V.

## Politik
Groth trat 1946 in die CDU ein und saß ab der ersten Wahlperiode im Oktober desselben Jahres in der Hamburgischen Bürgerschaft. Er übernahm dort bis 1951 die Position des Schriftführers und von 1953 bis 1957 fungierte er als Erster Vizepräsident. Zusätzlich war er für seine Fraktion Mitglied des Bürgerausschusses. 1961 schied er aus dem Parlament aus.
Neben der Parlamentsarbeit war er zudem Vorstandsmitglied der städtischen Wohnungsbaugesellschaft Die Freie Stadt.